# Hombre Halcón (Carter Hall)
Hombre Halcón (Carter Hall) "Hawkman en inglés" es un superhéroe ficticio que aparece en los cómics estadounidenses publicados por DC Comics. Creado por Gardner Fox y Dennis Neville, el personaje apareció por primera vez en Flash Comics #1 (enero de 1940). Hay dos orígenes separados para Carter Hall: origen de la Edad de Oro y el origen de Post-Hawkworld (o actual).
Hombre Halcón apareció en los programas de acción en vivo Smallville, interpretado por Michael Shanks. También apareció en el crossover de Arrowverso Heroes Join Forces, y protagonizó la primera temporada de Legends of Tomorrow interpretado por Falk Hentschel. El Hombre Halcón debuta en el Universo Extendido de DC en Black Adam de 2022 ambientado en la que será interpretado por Aldis Hodge.

## Biografía del personaje ficticio

### Origen en la edad de oro
En los días del antiguo Egipto, el príncipe Khufu está en una disputa con su rival, el sacerdote egipcio Hath-Set. El sacerdote finalmente captura tanto a Khufu como a su consorte Chay-Ara, y los mata. Milenios más tarde, en 1940, Khufu se reencarna como el arqueólogo estadounidense Carter Hall, y Chay-Ara como Shiera Sanders. El propio Hath-Set se reencarna como un científico llamado Anton Hastor. Al encontrar el antiguo cuchillo que Hath-Set utilizó para matarlo, Hall recupera sus recuerdos de su vida pasada y reconoce a Hastor como el sacerdote malvado reencarnado. Utilizando las propiedades del "Metal Nth" crea un cinturón que desafía la gravedad, Hall construye alas y un disfraz, enfrentando finalmente a Hastor como Hombre Halcón después de que Anton capturó a Shiera con un hechizo que la llevó a su guarida. También encuentra y recuerda a Shiera durante este tiempo. Después de la derrota de Hastor, los dos comienzan un romance.
Hombre Halcón se convierte en miembro fundador de la Sociedad de la Justicia de América, y toma el cargo de presidente permanente, siguiendo a Flash (Jay Garrick) y Linterna Verde (Alan Scott). Shiera, mientras tanto, adopta la identidad de Chica Halcón y lucha junto a Hall a lo largo de la década de 1940. En 1942, Carter se alista en la Fuerza Aérea del Ejército de los Estados Unidos como un Aviador y sirve como 1er Comandante de combate y piloto durante la Segunda Guerra Mundial.
Hombre Halcón es presidente de la JSA en 1951 cuando el equipo es investigado por el "Comité Conjunto de Actividades Antiestadounidenses del Congreso" (basado en el Comité de Actividades de la Cámara de Representantes de la vida real) por posibles simpatías comunistas. El Congreso pide a los miembros de la JSA revelar sus identidades. Los héroes declinan, y Hombre Halcón y la mayoría de los JSA se jubilan en la mayor parte de los años 50.
La JSA y Hombre Halcón se reagruparon a principios de la década de 1960 después de la reunión de Flash con su contraparte en el mundo paralelo Tierra-1, enterándose de que la JSA está activa en Tierra-2. Alrededor de este tiempo, los Halls, habiéndose casado, tienen un hijo, Héctor. Poco se sabe de las actividades de Hombre Halcón durante la década de 1960, aparte de la reunión anual de la JSA con Liga de la Justicia de América de Tierra-1.
A principios de la década de 1980, Hombre Halcón es fundamental en prohibir a su hijo y otros miembros juveniles de JSA a ser miembros de la JSA, lo que lleva directamente a la formación de Infinity Inc.
Después de Crisis on Infinite Earths, parte de la historia de Hall fue reconstruida por DC cuando los mundos paralelos se combinaron en uno, pero una pieza de la continuidad retroactiva fue escrita antes de la Crisis y completa la historia de Hall: En All-Star Squadron #3 afirma que durante una batalla de JSA contra Ian Karkull, el villano los imbuyó con energía que retrasó su envejecimiento, permitiendo que Hall y muchos otros, así como sus cónyuges, permanecieran activos en el siglo XX sin enfermedad.
Además, después de la Crisis, la Edad de Oro y los Hombres Halcón de la Edad de Plata vivieron en la misma Tierra, hasta que Carter fue expulsado al Limbo en Last Days of the Justice Society de una solo vez.
Originalmente, la miniserie Hawkworld volvió a contar los orígenes de Katar Hol y Shayera Thal desde una perspectiva moderna, pero después de su éxito, DC lanzó una serie regular de Hawkworld, que tuvo lugar después de la miniserie, lo que dio como resultado un reinicio completo de la continuidad de Hombre Halcón.

### Origen después de Hawkworld (actual)
Gran parte de la historia después de Hawkworld de Carter Hall se desarrolla en las páginas de JSA y Hawkman. Estos dos títulos, fueron escritos en gran medida por los escritores David S. Goyer, Geoff Johns y James Dale Robinson, examinando las vidas anteriores de Hall.
Según este origen, el príncipe Khufu vive durante el reinado de Ramsés II en la dinastía XIX del Antiguo Egipto. Khufu cree que su ka, o alma, no viajará a la tierra del más allá. Más bien, su alma y la de su prometida, Chay-Ara, están destinadas a permanecer en el mundo mortal.
Según lo profetizado por el mago Nabu, una nave espacial aterriza en Egipto. El príncipe Khufu, Nabu y el campeón Teth-Adam buscan en el desierto y finalmente se cruzan con los restos de un barco Thanagarian con un estilo parecido a un halcón. Nabu lanza un hechizo que traduce el extraño lenguaje del viajero espacial femenino. Justo antes de morir, ella susurra las palabras "Nth metal", el nombre de la sustancia que impulsó la nave derribada.
Teth-Adam levanta el barco de regreso al palacio de Keops, donde es estudiado dentro del Templo de Horus en Erdu. Se examina el N-metal restante, y su propiedad más obvia demuestra ser su capacidad para negar la gravedad. La muestra restante del barco se funde y se usa para crear varios dispositivos notables, incluyendo un escarabajo que permite que Khufu vuele, un cuchillo mortal y un guante de batalla conocido como la Garra de Horus. Sin embargo, el metal también fortalece las almas de Khufu y Chay-Ara, uniéndolos en su amor y los imprime con el conocimiento colectivo de Thanagar. Aunque el villano Hath-Set asesina a los dos con el cuchillo de Nth metal, sus almas viven en el plano mortal. Han reencarnado durante muchas vidas, siempre han encontrado el amor verdadero entre ellos, pero maldicen por haber sido asesinados repetidamente a manos de un Hath-Set reencarnado.

#### De príncipe Khufu a Carter Hall
Después de su muerte, el alma de Khufu se reencarna innumerables veces en épocas y lugares marcadamente diferentes. Algunas de sus conocidas identidades reencarnadas son:. se han representado en Hawkman (volumen 4) e incluyen pero no están limitadas a:
- Brian Kent (también conocido como Silent Knight), vivo durante la Gran Bretaña del siglo V, amor por lady Celia Penbrook;
- Koenrad Von Grimm, hijo de un herrero en la Alemania del siglo XIV;
- Capitán John Smith de la Colonia de Virginia del siglo XVI;
- Hannibal Hawkes, el Nighthawk, un pistolero en el viejo oeste americano, amor por Cinnamon;
- Detective James Wright, un detective de Pinkerton a principios del siglo XX, amor por Sheila Carr.

Eventualmente, el alma del príncipe Khufu renace como Carter Hall, un arqueólogo activo durante la década de 1940. Después de recuperar los recuerdos de su primera vida en Egipto, Hall usa el motivo halcón del dios egipcio Horus para inspirar su papel como el halcón original.
Durante el mismo período, su amor Chay-Ara renace como la arqueóloga Shiera Sanders. Después de que los dos se conocen y se casan, ella se convierte en Chica Halcón, luchando al lado de Carter. Se convierten en miembros fundadores de la Sociedad de la Justicia de América, y Hombre Halcón toma el rol de presidente. La pareja redujo sus actividades a principios de la década de 1950, pero se volvió completamente activa a principios de los años 80 cuando Hall se une brevemente a la Sociedad de la Justicia de América como mentor. Los dos tienen un hijo, Héctor Hall, que más tarde se convierte en una encarnación del Doctor Destino. Solo siguiendo la serie limitada de Crisis on Infinite Earths, Hawkman y el JSA quedan atrapados en una batalla en un Ragnarök cada vez más repetitivo.
Años después de que desaparecen, Hombre Halcón y la JSA regresan a la era moderna cuando una tribu primitiva pero superpotencia se ofrece como voluntario para sustituirse en el ciclo de Ragnarök. Poco después, la muerte encuentra a Carter una vez más durante los eventos de la Hora Cero. Él y su esposa Shiera se fusionan con Katar Hol y una criatura "halcón dios" en una nueva versión de Hombre Halcón, atribuida a que son fundamentalmente inestables debido a sus complejos orígenes como resultado de la última crisis. Este individuo está activo por un breve tiempo pero pronto pierde su cordura y es desterrado al limbo.

#### Vivo de nuevo
Años más tarde, el miembro de la JSA Kendra Saunders es transportado a un devastado Thanagar por los Sumos Sacerdotes de los Downsiders. En busca de un campeón para detener a Onimar Synn de esclavizar el planeta, los sacerdotes usan la conexión centenaria de Kendra con Carter para llevarlo de regreso al plano mortal. Siguiendo esta resurrección poco ortodoxa, Hall conserva todos los recuerdos de sus vidas pasadas, así como las de Katar Hol. Sin embargo, Kendra no tiene interés en renovar la relación debido a su falta de recuerdos de su tiempo pasado juntos, y el papel como presidente en la JSA se dirige a Mr. Terrific por mayoría de votos (sobre Sand y Hawkman). Durante la historia de Black Reign, Hombre Halcón asume el cargo de presidente para liderar al equipo contra la reciente toma de posesión de Khandaq por parte de Black Adam, pero después de sus acciones resultan en dos muertes pidiéndosele luego que renuncie temporalmente a la JSA.
Después de derrotar a Onimar Synn, Hall se convierte una vez más en miembro de la JSA. Operando tanto con la JSA como con Chica Halcón, Hall se embarca en una gran variedad de aventuras exóticas. Su búsqueda como héroe lo lleva de las calles de St. Roch a dimensiones exóticas e incluso al espacio exterior mientras lucha en la Guerra Rann-Thanagar. Después de este evento, Carter se queda en el espacio para ayudar a mediar en la tregua en Rann y vengar el asesinato de Mujer Halcón.
Como resultado, Hombre Halcón está ausente durante el evento de Un año después de DC Comics. y Hawkgirl se deja sola para patrullar y proteger a St. Roch. Durante los eventos del año que falta, Hall sirve como miembro de la fuerza de policía de Thanagar, alcanzando el rango de Comisionado.
En 2007, Hall regresa a la Tierra en una historia de cuatro partes presentado en Hawkgirl # 59-60 y JSA Classified # 21-22 y aparece como un miembro activo de la JSA en las páginas de Justice Society of America. Esta serie fue cancelada en el número #66 de Hawkgirl en julio de 2007.
Después de eso, se afirmó que el alma de Katar Hol ha pasado del reino del limbo, al igual que sus recuerdos que existían en la mente de Carter. A pesar de esto, Carter todavía existía en una versión reconstruida del cuerpo de Katar Hol. Sin embargo, en un Hawkman Special publicado en agosto de 2008, el misterioso ser llamado Demiurge le dijo a Carter Hall que su existencia anterior como el príncipe Khufu era toda una ilusión creada por alguna fuerza desconocida. Cuando Demiurge se va, llama a Hombre Halcón "Katar Hol", indicando que Hombre Halcón es en realidad Katar Hol, quien creyó que era Carter Hall.
Ayudó brevemente a la Liga de la Justicia durante su batalla contra el Gabinete de las Sombra al noquear a Hardware mientras trataba de huir de la Atalaya de la Liga de la Justicia con el cadáver de Arthur Light. Después de la batalla, Carter se reunió con Kendra después de que fue arrojada por Flecha Roja.

#### Crisis final
Durante el evento Crisis final, Hombre Halcón, como todos los demás héroes, lucha para evitar que Darkseid destruya el Multiverso. En un intento de salvar civiles, Checkmate crea un túnel dimensional entre universos. Comienza a romperse, y Lord Eye intenta cerrarlo, lo que matará a todas las personas que todavía están en el túnel. Hombre Halcón y Chica Halcón logran destruir a Lord Eye, pero quedan atrapados en la explosión. Mientras tanto, todas las otras personas son transportadas de manera segura a través de un segundo tubo. Esto cumple la profecía del Demiurgo. Si bien se deduce que Hombre Halcón y Chica Halcón están muertos, el autor Geoff Johns declaró que están vivos al comienzo del próximo evento, la Blackest Night. Más tarde se confirma en la Justice League of America que Chica Halcón está viva, pero está hospitalizada.

#### Blackest Night
En Blackest Night, se muestra a Kendra discutiendo con Hombre Halcón sobre visitar o no la tumba de Jean Loring con El Átomo. Mientras peleaban los dos héroes, los cadáveres reanimados de Ralph y Sue Dibny, ahora miembros de la Corporación de Linternas Negras, ingresan al santuario de Hombre Halcón. El ataque de las linternas negras, Sue empaló a Chica Halcón en una lanza. Ralph se burla de Hombre Halcón, diciéndole que Chica Halcón nunca lo amó; un reclamo que ella refuta con su aliento moribundo. Hombre Halcón es asesinado poco después y ambos héroes son reanimados como Black Lanterns por Black Hand.
También se reveló en Green Lantern que los cuerpos de Khufu y Chay-ara fueron tomados de la Tierra por los Zamaron y colocados en la batería de energía central violeta. Su amor es la fuente de los poderes de Star Sapphire. La pareja recibe anillos negros durante la batalla en Zamaron. Su escape de la batería de poder central provoca una destrucción generalizada en el planeta, suficiente para que los Zafiros Estrella abandonen el planeta y libere al Predator; no parece haber afectado los poderes de los Star Sapphires.
Durante la batalla en Ciudad Costera, Átomo es elegido por la tribu índigo por ser más eficaz contra las fuerzas de Nekron. El átomo le dice a Indigo-1 que mantenga su participación en el despliegue de las tropas en secreto, y le pide que lo ayude a encontrar una manera de resucitar legítimamente a Hombre Halcón y Chica Halcón. En la batalla final, Hombre y Chica Halcón son resucitados por la luz blanca. Se revela que Kendra es Shiera Hall y recuerda todas sus vidas pasadas; ella y Carter se juntan nuevamente.

#### Brightest Day
En el crossover de Brightest Day, Carter y Shiera siguen a Hath-Set, que ha recogido los huesos de todos sus cuerpos pasados, y ha creado a partir de ellos un portal a Hawkworld. Mientras está allí, la Entidad le dice a Carter que "deje que la Reina Khea" se vaya. Mientras Chica Halcón es retenida por Hath-Set y su Reina Khea, Hawkman y su grupo de pantheras atacan el planeta natal de los Manhawks. Hawkman oye los gritos de Hawkgirl y los carga para rescatarla. Su llegada conduce a un enfrentamiento con la reina Khea, quien resulta ser la madre de Shiera Hall. Durante la pelea, la reina Khea controla su maza y armadura de metal N y Hawkman está atada con Hawkgirl. La reina Khea abre la puerta de entrada y entra en el portal al mundo natal de Zamaron. Cuando ella llega al planeta natal de Zamaron, Star Sapphire (Carol Ferris) les libera a ambos para detener la invasión de la Reina Khea. Los dos atacan a la Reina Khea mientras que Hawkgirl quiere enfrentarla, pero la Entidad Depredadora se vincula con la Reina.
Shiera y Carter logran finalmente separar a ambos apuñalando a Khea al mismo tiempo con armas hechas de cristales de Zamaron. Los huesos de las vidas pasadas de Hawkman y Hawkgirl se separan de la puerta de entrada, y animados por la luz violeta del amor, agarran a Khea y la aprisionan en la Batería de Poder Central Zamaroniana. Shiera y Carter, con sus dos misiones realizadas y las vidas devueltas son teletransportadas a St. Roch por Carol. Carter y Shiera son interrumpidos por Deadman, cuyo anillo blanco les dice a los dos que deberían llevar vidas separadas. Carter se niega y dice que no van a vivir aparte, el anillo responde "Que así sea" y desata una ráfaga de luz blanca que mata a Hawkman y Hawkgirl, convirtiéndolas en polvo. Deadman ordena que el anillo resucite a Hawkman y Hawkgirl, pero el anillo se niega, diciendo que Hawkman volvió a la vida para vencer lo que lo detuvo en su vida pasada porque era esencial para salvar la Tierra.
Cuando el "Avatar Oscuro" hizo su presencia conocida, Hawkman y Hawkgirl se revelan como parte de los Elementales, guardianes del bosque ubicado en Star City. Fueron transformados por la Entidad para convertirse en el elemento del aire y proteger el bosque Star City del "Avatar Oscuro", que parece ser la versión Linterna Negra de La Cosa del Pantano.. Los Elementales se fusionan con el cuerpo de Alec Holland para que sea transformado por la Entidad en la nueva Cosa del Pantano y batallar contra el Avatar Oscuro. Después de que el Avatar Oscuro es derrotado, la Cosa del pantano parece haber llevado a los Elementales a la normalidad; sin embargo, cuando Hawkman mira a su alrededor para ver a Shiera, descubre que no fue traída como estaba. Más tarde, La Cosa del Pantano le dice que Shiera está en todas partes, revelando que todavía era la elemental del aire. Luego, Hawkman vuelve a casa gritando "Shiera"..

### Los nuevos 52
En la línea de tiempo de The New 52, Hall intenta deshacerse de su armadura de Hombre Halcón quemándola y enterrándola en un bosque. Sin embargo, el Nth metal del traje se reencuentra con él, evitando que Hall se escape de su vida como Hawkman. Más tarde se revela que el actual Hawkman es en realidad Katar Hol, con "Carter Hall" siendo una identidad asumida.

### DC renacimiento
El verdadero Carter Hall regresa como Hawkman al Universo de DC en Dark Days: The Forge. El origen de él como un faraón que se reencarna constantemente se usa para el personaje. Carter Hall es un arqueólogo una vez más que está investigando el origen del Metal Nth y cómo le da sus poderes.

## Poderes y habilidades
El Metal Nth en las alas, el arnés, el cinturón y las botas de Hawkman está controlado mentalmente y le permite desafiar la gravedad. Sus alas le permiten controlar el vuelo, aunque pueden ser "aleteadas" mediante el uso de los movimientos de los hombros.
El N-Metal de Hall también mejora su fuerza y visión, acelera la curación y regula la temperatura corporal, evitando la necesidad de ropa protectora pesada mientras vuela a gran altura. Se sabe que el Nth metal afecta el Electromagnetismo, así como las fuerzas nucleares débiles y fuertes del universo, pero solo si uno tiene el conocimiento de cómo usarlo de esa manera. También se dice que el Nth metal posee poderes aún desconocidos para Hall.
Debido a sus múltiples encarnaciones y tener los recuerdos de todos ellos, Khufu/Hall se ha vuelto hábil en muchos tipos de armamento. Como resultado, es un experto con una amplia gama de armas arcaicas de sus vidas pasadas, incluyendo hachas de batalla, mazas, espadas, lanzas y escudos. Como Nighthawk, era un tirador con una pistola. Además, Carter Hall a veces se representa manejando tecnología futurista. Utilizó una nave Thanagarian llamada "The Brontadon", y durante la Guerra Rann-Thanagar usó una armadura de luz dura Rannian. Hawkman incluso se representa usando armas láser tecnológicamente avanzadas en un futuro posible. La reencarnación también le ha dado a Hawkman el conocimiento de cientos de idiomas.
Como resultado de sus muchas vidas y gran cantidad de experiencia, Hall es un táctico brillante, un guerrero feroz y un líder fuerte; de hecho, durante el arco de la historia de los Enemigos Públicos en la serie Superman/Batman, fue seleccionado como el héroe perfecto para enfrentarse a Batman, que posee la ventaja significativa de su vuelo y fuerza pero que, por lo demás, es igual a Batman (aunque Batman engañó a Hawkman). Al mismo tiempo, sin embargo, es extremadamente inteligente (considerado un líder en su campo de la historia y la arqueología) y expresa un lado profundamente romántico en relación con su amada alma gemela.

## Caracterización
Se ha caracterizado en los cómics por tener un temperamento rápido y feroz con puntos de vista y opiniones inflexibles. Incluso en la Edad de Oro, no tuvo problemas al explotar la guarida de un villano con el villano adentro. Al mismo tiempo, a Carter le resulta difícil equilibrar al "salvaje bárbaro" de sus vidas pasadas con el "caballero" de su encarnación actual.
Otro aspecto prominente de su personalidad son sus firmes puntos de vista conservadores; esto lo ha llevado a entrar en conflicto con Flecha Verde (un liberal) varias veces. Durante la miniserie crisis de identidad, se reveló que la principal razón de esta animosidad eran las opiniones opuestas de que él y Green Arrow tomaron la mente de Doctor Light.
Parece, desde su renacimiento, que Carter Hall ha integrado una gran cantidad de Katar Hol en su ser central. Él físicamente parece una fusión de Katar y él mismo, mientras que también usa el atuendo de superhéroe más resistente que era una marca registrada de Katar Hol. Aunque tiene el cabello oscuro de Katar, su voz y rostro parecen ser suyos, ya que Jay Garrick lo reconoce fácilmente cuando regresa.

## Otras versiones

### La llegada del Reino
En la historia de Kingdom Come, de Mark Waid, Carter Hall es retratado como un Hombre Halcón literalmente antropomorfizado, que se ha convertido en un ecoterrorista en ausencia de Superman, empuñando una gran maza. Él muere en una explosión nuclear que mata a casi todos los metahumanos.

### Tangenta Comics
En Tangent Comics (ahora parte del Multiverso como Tierra-9) Carter Hall fue un arquitecto que intentó suicidarse, arrastrando al agente de policía Harvey Dent con él, lo que finalmente provocó la evolución de Dent en el Superman.

### Justice League Adventures
En la serie de cómics Justice League Adventures (basado en la Justice League, pero establecida en la continuidad (y el estilo) de los programas de televisión Liga de la Justicia y Liga de la Justicia Ilimitada; a diferencia del Universo DC regular). Carter Hall aparece como miembro de la Sociedad de la Justicia, siendo visto con una máscara de halcón.

## En otros medios

### Televisión

#### Acción en vivo
- En el episodio "Watching The Detectives" de la serie de televisión de 1990 The Flash, Tina McGee menciona que espera una llamada de Carter Hall.
- El actor Michael Shanks interpretó a Carter Hall en varios episodios de las temporadas 9 y 10 de Smallville, incluida la película de televisión de dos horas Absolute Justice (que incluye a varios otros miembros de la Justice Society of America).[32][33] En el episodio 11 de la temporada 10 de Smallville, Carter Hall muere a manos de Slade Wilson. Fue enterrado en Egipto junto a su esposa y su entierro contó con la asistencia de la Liga de la Justicia.

##### Arrowverse
- Carter Hall, junto con Chica Halcón, aparecen en la segunda temporada de The Flash, la cuarta temporada de Arrow y su espectáculo secundario Legends of Tomorrow, interpretado por Falk Hentschel. Él es asesinado en el segundo episodio de la serie por Vándalo Salvaje. En "Blood Ties", Vándalo toma el cuerpo de Hall y lo usa como un "vino" haciendo que sus hombres beban la sangre de Carter para extender sus propias vidas. El equipo detiene a Vándalo y retoman el cuerpo de Carter, dándole un entierro apropiado.[34][35][36] Aparece en un flashback con Kendra en "Progeny" y "Leviatán", en "Leviatán", Kendra ve que Carter está reencarnado como Scythian Torvil, uno de los soldados de Savage. En "River of Time", Kendra trata de restablecer sus recuerdos mientras está restringido. Más tarde fue lanzado por Savage pero retuvo sus recuerdos salvando al equipo pero fue apuñalado por Salvaje pero está vivo. En "Destiny" y "Legendary", él y Kendra fueron capturados por Salvaje, hasta que en "Legendario" fueron rescatados por el equipo y los dos lograron vencer y matar a Salvaje en 2021. Decidieron abandonar el equipo y proceder con sus vidas.

#### Animación
- En la serie animada Liga de la Justicia Ilimitada, en el episodio "La Sombra del Halcón" Carter Hall (originalmente llamado Joseph Gardner y con la voz de James Remar) es un arqueólogo que encuentra tecnología de Thanagar de una pareja Tanagariana que llegaron perdidos y terminaron en el antiguo Egipto 8.000 años antes y gobernaron allí. Esta versión de Carter Hall está vinculada con la de Katar Hol. Piensa que él y Chica Halcón son reencarnaciones de los dos amantes y, que fueron traicionados y asesinados, y que con el uso de Nth metal se convierte en Hawkman. Él trata de hacer que Shayera lo ame, pero pronto se da cuenta de que no es realmente una reencarnación, sino que estaba bajo la influencia del registro de un barco telepático de Thanagar, Luego Shadow Thief intenta robar los artefactos, lo que resulta en la destrucción de la tumba, y dejando todo sin resolver. Al final del episodio se muestra una sepultura con una pareja momificada. En el episodio "Historia Antigua" Shadow Thief captura a John Stewart, Hombre Halcón y a Shayera y les obliga a ver una visión de su yo del pasado en el desarrollo de una sociedad antigua en Egipto con el Absorbacrón de la tecnología Thanagariana, La misma Tecnología de interfaz de memoria que le dio a "Carter Hall" los recuerdos de su antepasado Katar Hol. Resulta que Shadow Thief es un villano creado por la mente de Carter Hall creado a partir de sus más oscuros deseos, al final Hombre Halcón lo derrota y se marcha al considerar que Shayera y el no estaban destinados a estar juntos. Es visto por última vez en el episodio "El Destructor" como uno de los héroes que se alistan para luchar contra la invasión de Darkseid.
- Carter Hall aparece en el episodio de "The Golden Age of Justice" Batman: The Brave and the Bold, de William Katt. Aparece como miembro de la Sociedad de la Justicia.
- Hombre Halcón (Carter Hall) aparece en DC Super Hero Girls, con sus efectos vocales de Phil Lamarr. No habla ningún diálogo, se comunica gruñendo, gimiendo y gritando.

### Películas
- Hawkman aparece en la película animada Justice League: The New Frontier. Aparece como miembro de la Sociedad de la Justicia de América en los créditos iniciales.
- Hawkman aparece en la película de animación, Superman/Batman: Enemigos Públicos, expresada por un no acreditado Michael Gough. En la película, él lucha junto al Capitán Maravilla, involucrando a Superman y Batman fuera del búnker de Lex Luthor. Al principio gana la ventaja sobre Batman hasta que Superman y Batman cambian de objetivo. Mientras se infiltra en el búnker, Batman toma su disfraz.
- Una variación de Carter Hall/Hawkman aparece en Justice Society: World War II, con la voz de Omid Abtahi.[37] Esta versión proviene de la Tierra-2 y es miembro fundador de la Sociedad de la Justicia de América, que estuvo activa durante la versión terrestre de la guerra titular. Mientras ayuda a la JSA a detener al Consejero, Hall es asesinado por la Trinchera.
- Carter Hall/Hawkman aparecerá en la próxima película del Universo extendido de DC Black Adam (2022) protagonizado por Aldis Hodge.[38][39][40] Esta versión es el líder de la Sociedad de la Justicia, a quien Amanda Waller contacta para contener al recién liberado Teth-Adam. El equipo lucha contra Adam en Kahndaq, pero están desconcertados de que la gente del país apoye a Adam por luchar contra los ocupantes de Intergang. Después de que Ishmael Gregor emerge como Sabbac, Hall y la Sociedad de la Justicia regresan para luchar contra él, pero se dan cuenta de que necesitan a Teth-Adam para detenerlo, y después de que el Doctor Fate se sacrifica para liberar a Adam, Hawkman obtiene el casco de Fate y lo usa para ayudar a Adam a matar a Sabbac. A pesar de llegar a una tregua y dejar a Adam para defender y proteger a Khandaq, Hawkman y Adam desarrollan una rivalidad por la brutalidad de este último y su voluntad de matar a sus adversarios, y él es el último en confiar en Adam en la Sociedad de la Justicia.

### Videojuegos
- Hawkman aparece en Lego Batman 2: DC Super Heroes, con la voz de Troy Baker.
- Hawkman es un personaje reproducible (solo para Wii U) en Scribblenauts Unmasked: A DC Comics Adventure.
- Hawkman aparece como una tarjeta de soporte en el juego móvil iOS y Android Injustice: Dioses entre nosotros. También se le revela que fue asesinado por las fuerzas del régimen de Superman en el final de Hawkgirl; su esposa ahora busca vengar su muerte.
- Hawkman aparece en Lego Batman 3: Beyond Gotham, con la voz de Travis Willingham. Él es capturado y encarcelado debajo del Salón de Justicia por Lex Luthor, quien lo personifica. Permanece aprisionado allí hasta la conclusión del juego.
- Hawkman aparece en el MMO DC Universe Online, con la voz de Robert Patrick, donde reparte la información Legends PVP y Arena de la JLA Watchtower. Él y Hawkgirl son parte de varias misiones como amigo y enemigo, dependiendo de la facción que el jugador haya elegido.[41]